# Marco Mecio Rufo
Marco Mecio Rufo (en latín Marcus Maecius Rufus) fue un senador romano del siglo I, que desarrolló su carrera política bajo los imperios de Nerón, Vespasiano, Tito y Domiciano.

## Carrera
Su primer cargo conocido fue el de procónsul de la provincia Bitinia y Ponto en 79, bajo Vespasiano. 
Domiciano, en noviembre y diciembre de 81, lo designó consul suffectus, para convertirlo poco después en procónsul de la provincia Asia, cargo que desempeñó entre 83 y 85.